# 阿達瑪乘積 (矩陣)

作用在两个相同形状的矩阵上的阿达玛乘积，结果是第三个相同形状的矩阵。

在数学中，阿达玛乘积 （英語：Hadamard product，又译哈达玛乘积），又名舒尔乘积（Schur product）或逐项乘积（entrywise product）:ch. 5，是一个二元运算，其输入为两个相同形状的矩阵，输出是具有同样形状的、各个位置的元素等于两个输入矩阵相同位置元素的乘积的矩阵。此乘积归功于法国数学家雅克·阿達馬或德国数学家伊賽·舒爾，并以其命名。

## 定义
若两个矩阵{\displaystyle A}和{\displaystyle B}具有相同的维度{\displaystyle m\times n}，则它们的阿达玛乘积{\displaystyle A\circ B}是一个具有相同维度的矩阵，其元素值为：
{\displaystyle (A\circ B)_{ij}=(A)_{ij}(B)_{ij}.}
对于维度不相等的矩阵(m × n矩阵和 p × q矩阵，其中m ≠ p 或n ≠ q)，阿达玛乘积没有定义。

## 样例
{\displaystyle 3\times 3}矩阵A与{\displaystyle 3\times 3}矩阵B的阿达玛乘积为：
{\displaystyle {\begin{bmatrix}a_{11}&a_{12}&a_{13}\\a_{21}&a_{22}&a_{23}\\a_{31}&a_{32}&a_{33}\end{bmatrix}}\circ {\begin{bmatrix}b_{11}&b_{12}&b_{13}\\b_{21}&b_{22}&b_{23}\\b_{31}&b_{32}&b_{33}\end{bmatrix}}={\begin{bmatrix}a_{11}\,b_{11}&a_{12}\,b_{12}&a_{13}\,b_{13}\\a_{21}\,b_{21}&a_{22}\,b_{22}&a_{23}\,b_{23}\\a_{31}\,b_{31}&a_{32}\,b_{32}&a_{33}\,b_{33}\end{bmatrix}}.}

## 性质
- 阿达玛乘积满足交换律（当其元素属于交换环时）, 结合律和对加法的分配律：
{\displaystyle {\begin{aligned}&\mathbf {A} \circ \mathbf {B} =\mathbf {B} \circ \mathbf {A} ,\\&\mathbf {A} \circ (\mathbf {B} \circ \mathbf {C} )=(\mathbf {A} \circ \mathbf {B} )\circ \mathbf {C} ,\\&\mathbf {A} \circ (\mathbf {B} +\mathbf {C} )=\mathbf {A} \circ \mathbf {B} +\mathbf {A} \circ \mathbf {C} .\end{aligned}}}
- 在阿达玛乘积意义下，m × n矩阵的單位元是全部元素均为1的m × n矩阵。这跟普通矩阵乘法的單位元只有主对角线上的元素为1的单位矩阵不同。此外，当且仅当没有任何元素等于 0 时，矩阵的阿达玛乘积有逆矩阵。[3]
- 对于向量x和y，以及以这些向量作为主对角线的对应对角矩阵Dx和Dy，以下恒等式成立：[2]:479
{\displaystyle \mathbf {x} ^{*}({A}\circ {B})\mathbf {y} =\operatorname {tr} \left({D}_{\mathbf {x} }^{*}{A}{D}_{\mathbf {y} }{B}^{\mathsf {T}}\right),}
其中x*指的是x的共轭转置。特别的，使用全1向量，可以发现阿达玛乘积的所有元素求和是ABT（上标T表示矩阵转置）的迹。对于方阵 A和 B，一个相似的结论是他们的阿达玛乘积按行求和后得到的向量是ABT的对角元素组成的向量：[4]
{\displaystyle \sum _{i}(A\circ B)_{ij}=\left(B^{\mathsf {T}}A\right)_{jj}=\left(AB^{\mathsf {T}}\right)_{ii}.}
相似地，
{\displaystyle \left(\mathbf {y} \mathbf {x} ^{*}\right)\circ {A}={D}_{\mathbf {y} }{A}{D}_{\mathbf {x} }^{*}}
此外，阿达玛乘积矩阵与向量的积可以表示为：
{\displaystyle (A\circ B)\mathbf {y} =\operatorname {diag} \left(AD_{\mathbf {y} }B^{\mathsf {T}}\right)}
其中{\displaystyle \operatorname {diag} (M)} 是M的对角元素组成的向量。
- 阿达玛乘积是克罗内克乘积的主要子矩阵。
- 阿达玛乘积满足秩不等式
{\displaystyle \operatorname {rank} ({A}\circ {B})\leq \operatorname {rank} ({A})\operatorname {rank} ({B})}
- 如果A和B是正定矩阵，那么下列不等式成立：[5]
{\displaystyle \prod _{i=k}^{n}\lambda _{i}({A}\circ {B})\geq \prod _{i=k}^{n}\lambda _{i}({A}{B}),\quad k=1,\ldots ,n,}
其中λi(A)是A的第i大的特征值。
- 如果D与E是对角矩阵，那么[6]
{\displaystyle {\begin{aligned}{D}({A}\circ {B}){E}&=({D}{A}{E})\circ {B}=({D}{A})\circ ({B}{E})\\&=({A}{E})\circ ({D}{B})={A}\circ ({D}{B}{E}).\end{aligned}}}
- 两个向量{\displaystyle \mathbf {a} } 和 {\displaystyle \mathbf {b} }的阿达玛乘积与一个向量和另一个向量对应的对角矩阵做矩阵乘法得到的结果相同：
{\displaystyle \mathbf {a} \circ \mathbf {b} =D_{\mathbf {a} }\mathbf {b} =D_{\mathbf {b} }\mathbf {a} }
- 将向量映射到对角矩阵的{\displaystyle \operatorname {diag} } 运算可以用阿达玛乘积写为：

{\displaystyle \operatorname {diag} (\mathbf {a} )=(\mathbf {a} \mathbf {1} ^{T})\circ I}
其中{\displaystyle \mathbf {1} }是全{\displaystyle 1}向量， {\displaystyle I}是单位矩阵。